# Gunnera mixta
Gunnera mixta är en gunneraväxtart som beskrevs av Thomas Kirk.
Gunnera mixta ingår i släktet gunneror och familjen gunneraväxter. Inga underarter finns listade i Catalogue of Life.